# Dunham Coach
Dunham Coach war ein US-amerikanischer Automobilhersteller.

## Unternehmensgeschichte
Les Dunham gründete nach eigenen Angaben 1957 das Unternehmen. Laut einer anderen Quelle war er damals erst 16 Jahre alt und begann mit Fahrzeugtuning. Der Sitz war in Boonton in New Jersey. Er überarbeitete Automobile, insbesondere Cadillac. Für den 1973 vorgestellten Film James Bond 007 – Leben und sterben lassen stellte er ein Fahrzeug her. In den folgenden Jahren gab es dann eine Kleinserie von Personenkraftwagen, die unter dem Markennamen Dunham angeboten wurden. Für 2005 sind noch Fahrzeuge überliefert.
Die Internetseite des Unternehmens wurde seit 2011 nicht mehr verändert. Das deutet auf Auflösung hin.

## Fahrzeuge
Das Modell von 1973, das auch im James-Bond-Film präsent war, wurde Corvorado genannt. Es basierte auf dem Corvette und hatte eine zweitürige Karosserie, die einem Cadillac Eldorado ähnelte. Hiervon wurden sieben Fahrzeuge gefertigt.
1977 folgte der Caballista. Erneut auf Corvette-Basis, sieht eine Quelle eine vage Ähnlichkeit zu einem Rolls-Royce Silver Shadow. Die Karosserie war zweitürig. Der Radstand betrug 249 cm und die Fahrzeuglänge 470 cm. Ein V8-Motor mit 5700 cm³ Hubraum trieb die Fahrzeuge an. Bis 1982 entstanden hiervon 50 Fahrzeuge, darunter fünf Cabriolets.
2005 wurde ein überarbeiteter Caballista präsentiert.
2012 wurde ein Fahrzeug für 24.900 US-Dollar angeboten.